# 成田純子
成田 純子（なりた じゅんこ、1978年1月28日 - ）は、元テレビユー山形アナウンサー、元やまがたシティエフエムパーソナリティ。山形県鶴岡市出身。

## 略歴
- 1996年  - 山形大学教育学部家庭科入学
- 『きいて委員会?』（さくらんぼテレビジョン）でリポーターを務める。
- 2001年 - 同大学卒業。
- テレビユー山形・アナウンサー（TUYニュースの森やまがた、TUYイブニング・ニュースなどを担当）
- 2007年10月4日 - TBSテレビ番組『決定！全国47都道府県　超ランキングバトル!!出身県で性格診断!?　ニッポン県民性発表SP5』にゲスト出演。
- やまがたシティエフエム・パーソナリティ
- TUY『情報ティータイム』
- アメリカンホームダイレクト CM 出演。